# Patrik Ouředník

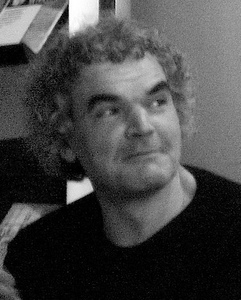
Patrik Ouředník

Patrik Ouředník (ur. 23 kwietnia 1957 w Pradze) – czeski pisarz, poeta, eseista i tłumacz.
W Czechosłowacji studiował m.in. dramaturgię. Od 1985 r. mieszka w Paryżu, jest cenionym tłumaczem. Na język czeski przełożył dzieła takich pisarzy jak Samuel Beckett, François Rabelais, Alfred Jarry, Raymond Queneau, Henri Michaux, Boris Vian czy Claude Simon, z kolei na francuski tłumaczył czeskich autorów (m.in. Vladislav Vančura i Bohumil Hrabal). Publikuje w czasopismach, pracował jako wykładowca czeskiej literatury na francuskich uniwersytetach. 
Debiutował w 1988 r. książką Šmírbuch jazyka českého, słownikiem mowy czeskiej. W 1992 r. wydał także pierwszy tom poezji (Anebo). W Polsce ukazały się dwie książki Czecha - eseistyczne Europeana oraz Dogodna chwila, 1855. Pierwszy z utworów, subiektywne spojrzenie na europejski XX wiek, w 2001 r. został wybrany książką roku przez dziennik „Lidové noviny”.

## Wybrana twórczość
- Šmírbuch jazyka českého (1988)
- Anebo (1992)
- O princi Čekankovi (1993)
- Aniž jest co nového pod sluncem (1994)
- Pojednání o případném pití vína (1995)
- Rok čtyřiadvacet (1995)
- Neřkuli (1996)
- Hledání ztraceného jazyka (1997)
- Europeana. Stručné dějiny dvacátého věku (2001) (Europeana: zwięzła historia XX wieku, Pogranicze, 2004)
- Dům bosého (2004)
- Příhodná chvíle, 1855 (2006) (Dogodna chwila, 1855, Pogranicze 2007)
- Ad acta (2006)
- Utopus to byl, kdo učinil mě ostrovem (2010)
- Dnes a pozítří (2012)
- Svobodný prostor jazyka (2013)
- Histoire de France. À notre chère disparue (fr., 2014)